# 席田村 (岐阜県)
席田村（むしろだむら）はかつて岐阜県本巣郡に存在した村である。かつての席田郡の全域に該当する。
本巣郡糸貫村（1960年に糸貫町に町制施行）と北方町に分割編入された後、現在は本巣市および北方町の一部となっている。

## 歴史
- 715年（和銅8年） - 席田郡が本巣郡より独立。
- 江戸時代、席田郡は旗本戸田氏[1]（仏生寺村・三橋村・石原村・郡府村・春近村・北野村）、旗本大島氏領（上保村）、大垣藩領（加茂村・芝原村）であった。
- 1897年（明治30年）4月1日[2] - 席田郡は本巣郡、方県郡の一部、大野郡の一部と合併し、本巣郡となる。
- 1897年（明治30年）4月1日 - 旧・席田郡全域（上保村、郡府村、北野村、春近村、石原村、三橋村、仏生寺村、芝原村、加茂村）が合併し、席田村となる。
- 1956年（昭和31年）9月30日 - 分割により[3]、加茂・芝原は本巣郡北方町、その他の地域は本巣郡糸貫村に編入され、消滅する。

## 学校
- 席田村立席田小学校（現・本巣市立席田小学校）
- 席田村・一色村・土貴野村学校組合立糸貫中学校（現・本巣市立糸貫中学校）
- 岐阜県立本巣高等学校（現・岐阜県立本巣松陽高等学校）

## 交通
- 名古屋鉄道揖斐線（2005年廃止）
通過のみ。最寄駅は美濃北方駅。

## 現在の地名
区画整理などで一部変更もあるが、現在の地名は以下のとおりである。
- 本巣郡北方町
  - 加茂、芝原中町、芝原西町、芝原東町、朝日町
- 本巣市
  - 仏生寺、春近、石原、三橋、郡府、上保、北野